# Satellite 15... The Final Frontier
"Satellite 15... The Final Frontier" é a primeira faixa do álbum The Final Frontier, da banda britânica Iron Maiden. Um teaser curto para a música da música, foi lançado em 9 de julho, bem como o anúncio do lançamento do vídeo completo de 13 de julho às 3:00pm BST.

## Videoclipe
O vídeo, uma edição de 4 minutos, mostra um astronauta (Gudmundur Thorvaldsson) em uma missão para destruir um planeta sem nome (inferida a Terra). Ele é perseguido e atacado por uma encarnação de Eddie, o mascote da banda, antes de matá-lo. De volta à nave, Eddie entra a bordo e ejeta o astronauta no espaço, antes de se destruir o planeta usando uma relíquia piramidal e a chave na capa do álbum.
O vídeo foi criado em oito semanas a partir de uma mistura de Live-action, imagens geradas por computador, Animação 3D por filmes de animação Darkside. Escrito por Dirk Maggs, as seqüências de ação ao vivo foram dirigidas por Nick Scott Studio e gravados na Rendlesham Forest.

## Integrantes
- Bruce Dickinson - Vocal
- Dave Murray - Guitarra
- Janick Gers - Guitarra
- Adrian Smith - Guitarra e backing vocals
- Steve Harris - Baixo e backing vocals
- Nicko McBrain - Bateria

com
- Kevin Shirley - Produtor
- Gudmundur Thorvaldsson  - Cleaner 6 Astronaut